# Heinz Vossen
Heinz Vossen (* 8. Juli 1968 in Nettetal) ist ein ehemaliger deutscher Fußballspieler. Der Mittelfeldspieler war in den 1980er- und 1990er-Jahren für verschiedene westdeutsche Vereine aktiv. Er absolvierte vier Bundesligaspiele für die SG Wattenscheid 09.

## Karriere

### Spielerkarriere
Vossen stammt aus Nettetal am Niederrhein. Seine ersten fußballerischen Schritte machte er in der Jugend von Union Breyell, einem Verein aus dem heutigen Nettetaler Stadtteil Breyell. Anschließend wechselte er zum Dülkener FC, wo er im Herrenbereich weitere Erfahrung sammelte. Von Dülken führte Vossens Weg schließlich zum Rheydter SV, wo er bis 1990 spielte. In der Saison 1989/90 belegte Rheydt den zweiten Platz in der Oberliga Nordrhein hinter dem Wuppertaler SV und qualifizierte sich damit für die Teilnahme an der deutschen Amateurmeisterschaft. Vossen gehörte zu der Mannschaft, die bis ins Finale vorstieß. Dort traf Rheydt auf den FSV Salmrohr und verlor mit 0:2 durch Tore von Christoph Thiel und Manfred Plath. Damit blieb dem Team nur der Vizetitel.
Nach seinen überzeugenden Leistungen in Rheydt wechselte Vossen zur Saison 1990/91 zur SG Wattenscheid 09, die gerade in die Bundesliga aufgestiegen war. Dort kam er als Ergänzungsspieler auf insgesamt vier Bundesligaeinsätze. Nach Wattenscheid spielte Vossen noch für mehrere Vereine, darunter der 1. FC Viersen und der FC Remscheid, meist in der Oberliga oder Regionalliga.
Zur Saison 1998/99 unterschrieb er beim KFC Uerdingen 05, der damals in der 2. Bundesliga spielte. Vossen absolvierte 20 Ligaspiele, konnte aber den Abstieg in die Drittklassigkeit nicht verhindern. Im Anschluss wechselte er zum Mitabsteiger Fortuna Düsseldorf, wo er zwei weitere Jahre in der Regionalliga spielte.
Seine aktive Karriere ließ Vossen später bei seinem Heimatverein SC Union Nettetal ausklingen.

### Trainerkarriere
Nach dem Ende seiner aktiven Laufbahn begann Vossen eine lange Trainerkarriere im Amateurfußball am Niederrhein. Zunächst trainierte er bis 2006 den TSV Kaldenkirchen, bevor er von 2007 bis 2008 den FSV Geilenkirchen-Hünshoven betreute. Im Jahr 2008 kehrte er für kurze Zeit als Trainer zum SC Union Nettetal zurück. Es folgte eine mehrjährige Station beim SuS Schaag, den er von 2010 bis 2013 trainierte.
Im Jahr 2013 war Vossen als Co-Trainer beim SV Grefrath tätig, anschließend von 2014 bis 2017 in gleicher Funktion beim 1. FC Viersen. Danach übernahm er von 2017 bis 2022 das Traineramt beim SSV Grefrath. Im Jahr 2024 trainierte er kurzzeitig die zweite Mannschaft der VSF Amern. Seit 2025 ist Vossen als Co-Trainer beim ASV Einigkeit Süchteln aktiv.

## Erfolge
Rheydter SV
- Finale um die Deutsche Amateurmeisterschaft 1990